# 科布利察
50°46′40″N 29°53′28″E / 50.77778°N 29.89111°E
科布利察（烏克蘭語：Коблиця）是位於烏克蘭北部的村莊，由基辅州布恰区的博罗江卡市镇負責管轄。該村面積0.31平方公里，海拔高度136米，2001年人口52，人口密度每平方公里167.7人。